# Leopold Fare
Erik Leopold Fare, född 15 november 1926 i Gustav Vasa församling, Stockholm, död 29 november 1996 i Hässelby, Stockholm, var en svensk konstnär.
Fare finns bland annat representerad vid Moderna museet i Stockholm.
Han var son till tyngdlyftaren Erik Carlsson, bror till skådespelaren Janne "Loffe" Carlsson, morbror till koreografen Pär Isberg och far till konstnären Michael Fare.
Leopold Fare är begravd på Norra begravningsplatsen utanför Stockholm.